# Купчино (станція метро)
59°49′47″ пн. ш. 30°22′31″ сх. д. / 59.82972° пн. ш. 30.37528° сх. д.
«Купчино» (рос. Купчино) — кінцева станція Московсько-Петроградської лінії Петербурзького метрополітену на наземній ділянці лінії між порталом тунелів та електродепо «Московське».

## Історія
Станція відкрита 25 грудня 1972 року в складі дільниці «Московська» — «Купчино».
Сучасну назву станція отримала через розташування поруч з однойменним історичним районом міста, назва якого походить від колишнього іжорського села Купчино (одного з фінських позначень зайця).

## Технічна характеристика
Конструкція станції — наземна крита з бічними платформами.
У первинному проєкті передбачалося побудувати станцію з кросплатформовим переходом на залізницю (на кшталт станції «Дев'яткіно»), але це не було здійснено. Станом а середину 2010-х років під гейт до залізниці були лише заділи. Поїзди метро повинні були прибувати між діючими перонами залізничної платформи «Купчино».
3 квітня 2018 року Інвестиційна рада Смольного ухвалила проєкт автовокзалу «Південний». Саме цієї ідеї вже понад 30 років, в останні роки появу нового об'єкту анонсували декілька разів.

## Пересадки
Вихід  зі станції до міста на Вітебський проспект, Балканську площу здійснюється через підземні переходи. До залізничної платформи Купчино — на приміські електропоїзди Вітебського напрямку Жовтневої залізниці.

## Колійний розвиток
Відразу за станцією розташований перехресний з'їзд, яким здійснюється оборотний тупик поїздів, що прибувають на кінцеву станцію. За станцією починається двоколійна службово-сполучна гілка, що до прямує в електродепо «Московське» (ТЧ-3). Колійний розвиток станції дозволяє здійснювати оборот та передачу поїзлів. На станції оголошують, чи прямує поїзд у депо або під оборот.

## Оздоблення
Станція розташована в наземному павільйоні, будівля якого входить до комплексу будівель однойменної залізничної станції. Оскільки вестибюль межує з вугільним складом та вітебським напрямком залізниці, він постійно виглядає брудним. Кахель незрозумілого кольору прикрашав станцію зсередини. Вікон на першій платформі майже не було, а замість них використано непрозоре глазурованого скло. У 2007—2008 роках були реконструйовані підземні переходи під залізничними коліями. У південному тунелі побудований пандус для маломобільних груп населення, замінено освітлення, а так само оздоблення стін. Навесні 2008 року було замінено освітлення станції. Навесні 2009 року були цілком замінено скло та вітражі станції, а також зовнішнє оздоблення стін, віконні пройоми в основному, закладені цеглою, а та вузька смужка, яка залишилася під стелею, заклеєна непрозорою плівкою. У 2010 році почалася поступова заміна асфальтової підлоги на гранітну. Також замінені поручні на платформах та сходових спусках.